# Słupy Duże
Słupy Duże – wieś w Polsce położona w województwie kujawsko-pomorskim, w powiecie aleksandrowskim, w gminie Bądkowo.

## Podział administracyjny
W latach 1975–1998 miejscowość administracyjnie należała do województwa włocławskiego. Z pierwotnej wsi Słupy, pod koniec XIX wieku, wydzielono dwie wsie: Słupy Duże i Słupy Małe.

## Historia wsi
Wzmianka z roku 1557 informuje, że wieś należała do kapituły włocławskiej. W tym czasie wieś miała powierzchnię 12 łanów i był tam 1 zagrodnik oraz 4 komorników. W 1827 roku we wsi było 18 domów i 168 mieszkańców. W 1881 roku wieś miała powierzchnię 1144 mórg (około 640,6 ha), a mieszkało w niej 305 osób. Od połowy XIX w. mieszkańcem wsi był Bartłomiej Nowak – przywódca chłopski powstania styczniowego na Kujawach. Prowadził on gospodarstwo rolne razem z żoną i pasierbem. We wsi znajdowała się również olejarnia, której właścicielem był Teodor Sobczak. Syn Teodora – Antoni Sobczak należał do komitetu rozbudowy kościoła parafialnego w Bądkowie. W latach 20. XX w. właścicielem olejarni był J. Szulc. 
W 1928 roku rolnik Piotr Grzanka otrzymał Brązowy Krzyż Zasługi „za zasługi na polu pracy społecznej i samorządowej”.
We wsi od 1956 r. istnieje jednostka ochotniczej straży pożarnej (OSP).

## Grupy wyznaniowe
Słupy Duże należą do parafii Pod Wezwaniem św. Mateusza Apostoła w Bądkowie, odpust odbywa się w ostatnią niedziele lipca.

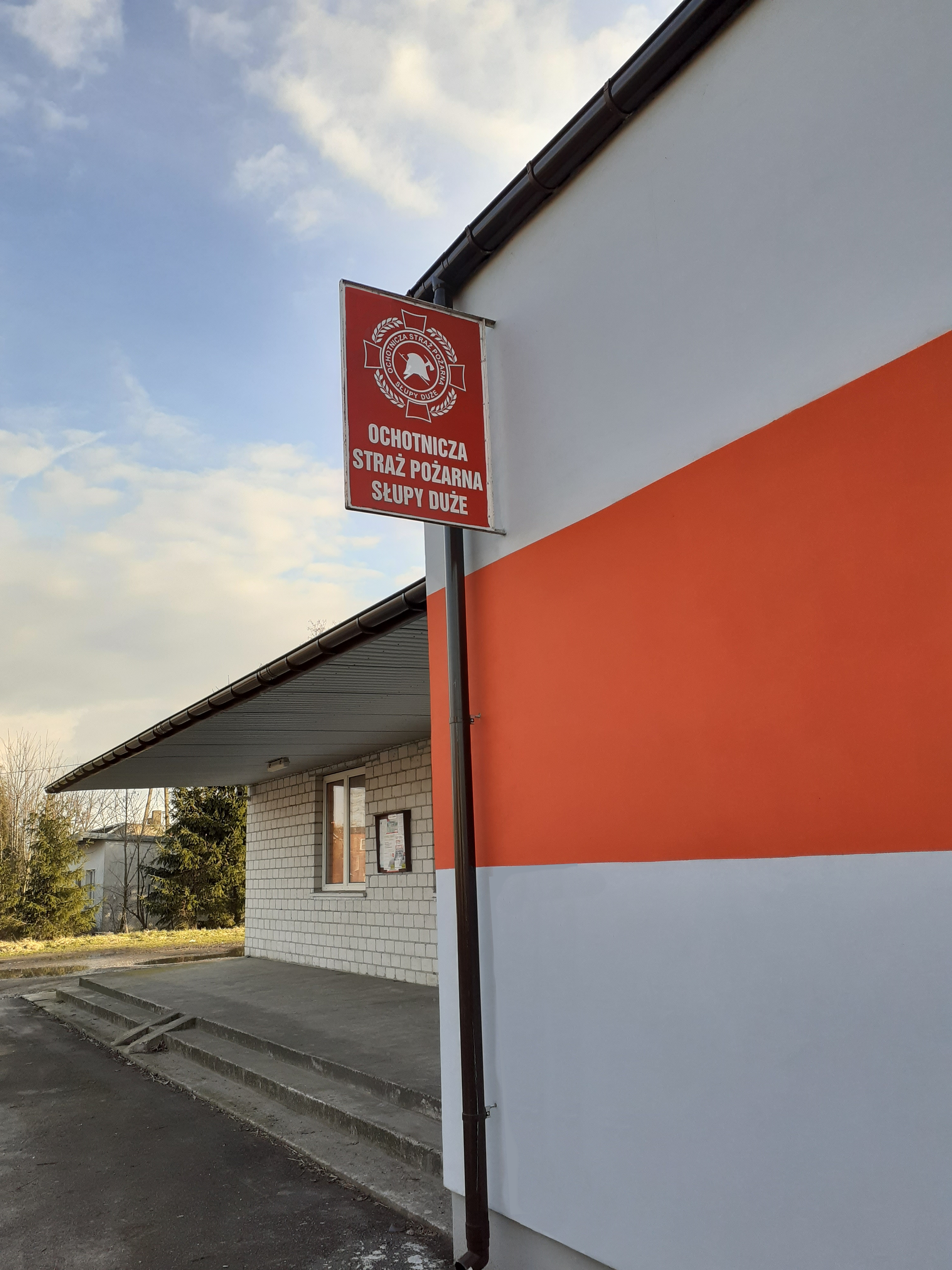
Remiza OSP w Słupach Dużych (marzec 2020 r.)

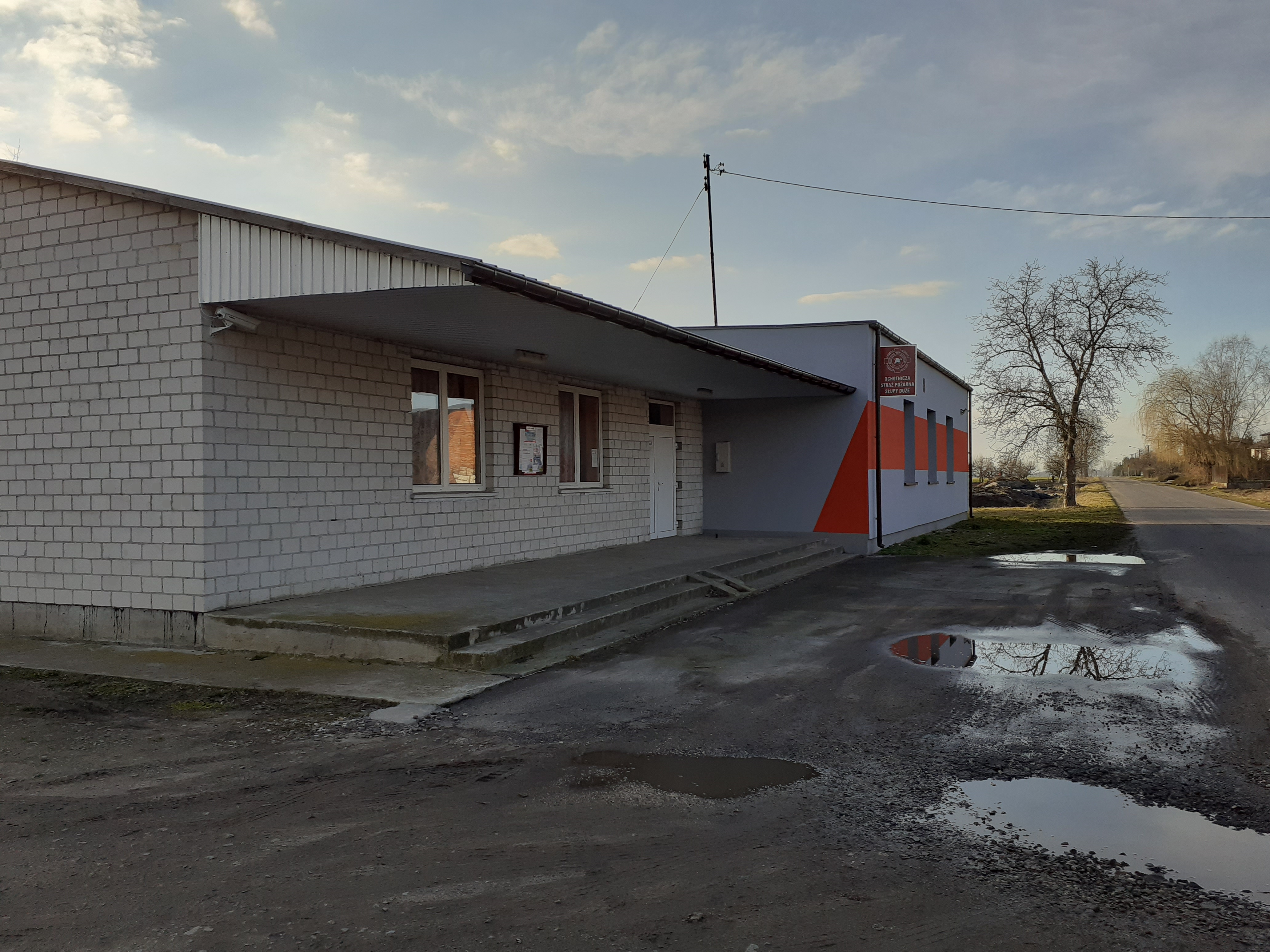
Remiza OSP w Słupach Dużych (marzec 2020 r.)